# Cruel Summer (TV-serie)
Cruel Summer är en amerikansk drama- och äventyrsserie från 2021. I USA hade serien premiär den 20 april 2021 i Första säsongen består av 10 avsnitt. Seriens andra säsong kommer att ha premiär den 5 juni 2023 och även den består av 10 avsnitt. Serien är skapad Bert V. Royal och Jessica Biel är exekutiv producent.

## Handling
Seriens första säsong utspelar sig under tre somrar på 90-talet, och kretsar kring försvinnandet av en populär tonårstjej. En snäll men osocial tjej blir den populäraste i stan för att sedan bli USA:s mest avskydda person. 
Seriens andra säsong kommer att utspela sig i olika tidsperioder omkring år 2000 med en ny rollbesättning. I andra säsongen ses bland andra Sadie Stanley, Lexi Underwood och Griffin Gluck.

## Rollista

### Säsong 1
- Olivia Holt – Kate Wallis
- Chiara Aurelia – Jeanette Turner
- Froy Gutierrez – Jamie Henson
- Harley Quinn Smith – Mallory Higgins
- Brooklyn Sudano – Angela Prescott
- Blake Lee – Martin Harris
- Allius Barnes – Vince Fuller
- Nathaniel Ashton – Ben Hallowell
- Michael Landes – Greg Turner

### Säsong 2
- Sadie Stanley
- Lexi Underwood
- Griffin Gluck
- Paul Adelstein
- KaDee Strickland
- Lisa Yamada
- Sean Blakemore